# Sulpice Imbert de La Platière
Pour les articles homonymes, voir Imbert.
Sulpice Imbert de la Platière, le 10 octobre 1723 à Pézenas (Hérault), mort le 2 août 1809 à Pézenas (Hérault), est un général de brigade de la Révolution française en 1789.

## Famille
Né Sulpice Imbert, il est le fils de Sulpice Imbert, capitaine d'infanterie et de Catherine Bouche. 
Son père est conseiller du roi, plus tard lieutenant de maire, ancien capitaine d'infanterie, chevalier de saint Louis. Il fut nommé premier consul le 20 avril 1732. Le 22 novembre 1742, il prend ses fonctions de maire, perpétuel et triennal de la ville de Pézenas. Il exercera en 1745 et 1750. Malade il reprendra ses fonctions assisté de M. d'Astanières le 17 août 1755, 1756 et 1759.Amputé à la suite de blessures de guerre. Il décèdera le 06 juillet 1760 à l'âge de 70 ans.
Il se marie plusieurs fois d’abord avec Catherine, Françoise, Marie, Charlotte Des Essarts , puis Claire Laffon ou Laffond le 20 mai 1799 à  Pézenas. Se disant veuf de sa deuxième épouse, toujours en vie il épouse  la troisième  Marie, Pauline Loubiès et enfin Françoise Valada. Il eut une nombreuse descendance 
La famille Imbert était une famille de Pézenas originaire du petit village de Valros (entre Pézenas et Béziers). Cette famille bourgeoise semble s'être agrégée au second ordre dans la deuxième moitié du XVIIIe siècle,

## États de service
Il entre en service en 1736, comme volontaire dans le régiment de Brancas, et il devient enseigne le 1er août 1743, lieutenant le 28 juillet 1745, et il est réformé le 21 novembre 1748.
Il reprend du service le 12 mars 1759, comme lieutenant aux milices de Brioude, et il reçoit son brevet de capitaine le 1er mai 1760 au bataillon de grenadiers du Mans. Il est fait chevalier de Saint-Louis en 1763.
Il est nommé lieutenant-colonel au régiment de Lyonnais le 8 avril 1779, et il est promu maréchal de camp le 1er mars 1791, jour de sa mise à la retraite.
Il a été maire de Pézenas.
Il meurt le 2 août 1809, à Pézenas.

## Sources
- (en) « Generals Who Served in the French Army during the Period 1789 - 1814: Eberle to Exelmans »
- Côte S.H.A.T.: 4 YD 3519
- Alex Mazas, Histoire de l'ordre royal et Militaire de Saint-Louis depuis son institution, jusqu'en 1830, Tome 2, Firmin Didot frère, Paris, 1860, p. 285.
- Les Archives nationales conservent le contrat de mariage (à Sulpice Imbert de La Platière) en date du 21 germinal an IV (10 avril 1796) sous la cote MC/ET/LXXI/126